# Hélène Gracia-Cabanes
Hélène Gracia-Cabanes (Erau, 6 de juliol de 1919 - Erau, 19 de novembre de 2010) va ser una professora, educadora i activista occitana de l'Escola Moderna.

## Biografia
Filla única d'una família bilingüe de modestos viticultors occitans de Cervian, va ingressar a l'Escola Normal de Montpeller el 1936 i va rebre el títol de mestra el 1939, substituint a partir de llavors al director de l'escola de Rojan, Marcel Valière, professor anarcosindicalista, en ser mobilitzat. El contacte amb Valière serà determinant per a la jove mestra, ja influenciada per les idees de la seva família (anticlericalisme, pacifisme, feminisme de la seva mare). Al llarg de la seva vida ha estat activista de l'École Émancipée al National Union of Teachers (SNI). Va ser a través del sindicalisme que va descobrir Célestin Freinet i l'Escola Moderna.

## Compromís amb la recuperació de l'occità
Després d'assistir a l'Escola Normal i llegir Mireia de Frederic Mistral es va interessar per l'occità i ben aviat es convertí en una ferma apassionada de la llengua i la cultura occitanes. El 1943 comença una relació amb Charles Camproux, que acabava de ser professor de la Facultat de Lletres de Montpeller. En aquest moment s'animarà a reunir els joves mestres d'escoles laiques interessats en la llengua d'oc, que més tard constituiran el Grup Antonin Perbòsc. Formà part de la Societat d'Estudis Occitans (SEO) i de l'Institut d'Estudis Occitans (IEO), i va crear, conjuntament amb els seus amics Léon Cordes i Robert Lafont, la revista l'Ase Negre, la veu política no oficial del nou IEO, de la gestió i administració de la qual se'n farà total responsable. Mentrestant, continua com a sindicalista activa i Marcel Valière ve a buscar-la per entrar al Consell de la Unió de la Unió Nacional de Mestres (NIS), on alguns dels seus col·legues li descobriran l'Escola Moderna de Célestin Freinet.
A partir de 1946, s'instal·là a Abelhan, a l'Erau, i va començar a aplicar els mètodes de Freinet al seu ensenyament introduint l'occità a l'escola, en la mesura del possible. Es reuneix al voltant dels seus col·legues professors interessats en el llenguatge i participa en la fundació el Grup d'Antonin Perbòsc, la filosofia pedagògica del qual es desenvoluparà i estarà inspirada en l'Escola Freinet Modern. L'obra d'Hélène Cabanes, clarament basada en els mètodes de l'Escola Moderna, va ser fonamental per al desenvolupament de l'educació occitana després de la Segona Guerra Mundial. Fins a la seva retirada de l'ensenyament, el 1974, no deixa de ser una activa activista en els moviments pedagògics. Cal destacar, així, la seva participació en la fundació de MLCR (Moviment Laic de les Cultures Regionals). Retirada a Agde, va fundar el Cercle Dagtenc Occità el 1977. El 2002, ja cap al final de la seva vida va participar en la creació de l'escola Calandreta Dagtenca, de la qual fou presidenta honorària.
Hélène Cabanes-Gracia, serà coneguda especialment pels seus llibres d'ensenyament per a professors d'occità i sobretot pel seu activisme i els seus articles a favor de l'ensenyament de la llengua occitana, i també per la seva activitat literària amb relats curts en les revistes Viure i Òc.

## Publicacions[1][2]
- «Reviudança», novel·la, Oc, n° 205-206 (1957)
- «Lo paure òme», conte, Cahiers Pédagogiques n° 5 (1958)
- «L'escorreguda», conte, Oc n° 225 (1962)
- «Lo viòl», conte, Viure n° 7 (1966)
- «La cavala», conte, Viure n° 8 (1967)
- «Lo vudel», conte, Oc n° 19 (1983)
- «Omenatge a R. Chatbèrt» Lenga e País d'òc n° 45 (2006)
- «Omenatge a D. Imbèrt» Lenga e País d'òc n° 45 (2006)